# XXXII Individual de Raspall
El XXXII Campionat Individual de Raspall Bankia – Trofeu President de la Generalitat 2018 s'anuncià dilluns 20 d'agost amb la introducció d'un canvi significatiu en l'organització: a diferència de les edicions anteriors, en les quals els raspallers entraven escalonadament en la competició sobre la base de la classificació anterior, en la present edició tots partien d'octaus de final, llevat de Badenes, Ivan d'Ontinyent (campió sub-23 vigent), Roberto i Vercher, que disputaren sengles eliminatòries el 3 i el 6 de setembre.
El nou sistema agradà als participants, ja que tots eixien en igualtat de condicions, encara que això posà més pressió als guanyadors d'edicions anteriors com Marrahí o Moltó.
|     | Figura     | Llinatges                   | Proble     |    | Palmarés   |
| --- | ---------- | --------------------------- | ---------- | -- | ---------- |
| 4/4 | Moltó      | Alfonso Moltó Puertas       | Barxeta    | 26 | 1 2        |
| 3/4 | Marrahí    | Julio Marrahí Ruano         | Castelló   | 28 | 1          |
| 2/3 | Ian        | Ian Álvarez Tomàs           | Senyera    | 22 | 1 1 sub-23 |
| 2/3 | Seve       |                             | Castelló   |    |            |
| 1/2 | Guadi      | Pepe Canet Vercher          | la Llosa   | 25 | 1 1 sub-23 |
| 0/1 | Miravalles | Rubén González Miravalles   | el Genovés | 33 |            |
| 1/2 | Pablo      | Pablo Bertomeu Sanlorenzo   | Barxeta    | 20 | 3 sub-23   |
| 0/1 | Brisca     | Sergi Garcia Sanjuan        | Oliva      |    |            |
| 0/1 | Mario      |                             | Bicorb     |    |            |
| 1/2 | Moncho     |                             | Manuel     |    |            |
| 1/2 | Ivan       | Ivan d'Ontinyent            | Ontinyent  | 16 | 1 sub-23   |
| 1/2 | Vercher    | Ximo Vercher                | Piles      |    | 1 sub-16   |
| 0/1 | Canari     | Jose Luis Planes Tejada     | Xeraco     | 27 | sub-23     |
| 0/1 | Ricard     | Ricard Sentandreu Sebastián | Castelló   | 30 | 1 sub-23   |
| 0/1 | Badenes    |                             |            |    |            |
| 0/1 | Roberto    |                             |            |    |            |
| 0/0 | Sergio     | Sergio Navarro Masip        | el Genovés | 28 |            |

En la primera eliminatòria, disputada dilluns 3 de setembre, Roberto (de roig) començà restant i guanyà els dos primers jocs amb facilitat, però no aconseguí fer front a Vercher, que igualà a 15 i, encara que Roberto intentà refer-se, Vercher dominà els jocs següents fins a guanyar 15 per 25, amb la qual cosa s'enfrontarà a Seve en la fase regular.
En l'altra, Ivan superà Badenes en partida sabatera (5 per 25) i es convertí en el raspaller més jove a disputar l'Individual, amb només 16 anys.

## Cronologia
La competició es disputa en dos grups separats, els guanyadors dels quals disputaran la final, prevista per al 28 d'octubre al trinquet de Bellreguard.

### Octaus de final
El campió vigent, Ian de Senyera, inaugurà la fase regular dilluns 24 contra Canari de Xeraco al poble d'est últim: potser per això el mitger xeraquer dominà el principi de la partida fins a avançar-se dos jocs (5 per 15), moment a partir del qual Ian respongué i aguantà millor el desgast físic que Canari, que no pogué fer cap altre joc i perdé 25 per 15, amb ovació del públic assistent.
L'endemà, dimarts 25, el subcampió Moltó de Barxeta —un dels favorits a guanyar el campionat— s'enfrontà a Ricard de Castelló, el qual acabava de recuperar-se d'una lesió i no comptava disputar el mà a mà, per la qual cosa va fer públic el seu greuge:
En la tercera partida, disputada dimecres 26 a Guadassuar, l'ex campió Julio Marrahí debutà front al jove Ivan, que començà fort al traure i estigué a punt d'anotar el primer joc, però la veterania de Marrahí es traduí en un altre 25 per 5 a favor d'est últim, encara que Ivan jugà molt bé al dau.

La quarta tingué lloc divendres 28 al trinquet Ciscar de Piles entre un altre castelloner, Seve, i Vercher, que jugava a casa: Seve guanyà la reballada i escollí el traure, la qual cosa li donà la victòria, ja que ambdós raspallers sumaren jocs alternatius del dau estant fins al 25 per 20 favorable al primer.
Dissabte 29, el trinquet de la Llosa acollí el duel entre Rubén Miravalles —de roig— i Punxa de Piles: el blau, recuperat d'una lesió del muscle dret, jugà en millors condicions que Miravalles, que només havia disputat una partida després de dos mesos baixa; amb tot, el roig aconseguí un val que no impedí que Punxa el guanyara 5 per 25 en una altra partida sabatera.
Dimecres 3 d'octubre, Pablo de Barxeta i Mario de Bicorb s'enfrontaren al trinquet de Castelló de Rugat: malgrat la igualtat de forces fins al 20 per 15, el fet que Pablo anara tota la partida per davant de Mario i encertara millor a la llotgeta fon decisiu per a la victòria del barxetà 25 per 15.
Dijous 4 a Bellreguard, quan l'eliminatòria anava 15 per 10 a favor de Guadi, Brisca d'Oliva demanà un recés: una molèstia al maluc l'obligà a retirar-se, amb la qual cosa perdia la partida i la disputa del trofeu, per al qual s'havia preparat especialment;
l'últim octau, previst per al divendres 5 al trinquet del Genovés, ja s'havia suspés dos dies abans per unes molèsties en l'omòplat de Sergio del Genovés (subcampió del XXX Individual de Raspall), la qual cosa donà a Moncho de Manuel el passe automàtic a la ronda següent.

### Quarts de final
Moncho s'estrenà en el primer quart, disputat dilluns 8 a Xeraco contra Seve, amb un primer joc del traure; Seve contestà en passar al traure i en acabant del rest i en feu un altre seguit (20 per 10); Moncho encara aconseguí girar un val advers i fer un altre joc abans de perdre per 15 a 25.
Dimarts 9, encara que era la festa del Nou d'Octubre, es jugà la partida setmanal a Oliva entre Punxa i Marrahí: Marrahí, de roig, guanyà la reballada i trià el traure, d'on aconseguí el primer joc; en passar al traure, Punxa es trobà amb una bona defensa del rest per part de Marra, que tornà a puntuar i encara augmentà la diferència fins a 20 per 5; el piler feu el seu primer i últim joc, net, del dau estant, abans que Marrahí tornara al traure per a guanyar el passe a semifinals 25 per 10.
Dimecres 10 s'enfrontaren a Guadassuar els dos rests barxetans, Moltó i Pablo: ambdós feren un joc cada un (10-10) i el segon tingué val i 15 per a avançar-se, però al remat Moltó es va créixer i feu tres jocs consecutius fins al 25 per 10 final.
Divendres 12 a Piles, Ian guanyà el passe a semifinals contra Guadi, no sense oposició: encara que Ian era superior en tot moment, Guadi perdé dos vals que li podrien haver donat la victòria i el resultat final fon per la mínima, 25 per 20.

### Semifinals
La primera semifinal, divendres 19 al Genovés, enfrontà al campió vigent, Ian, contra Marrahí: el blau començà al traure i, encara que Ian feu els dos primers quinzes, Marrahí li plantà cara i, després d'igualar a dos directe de traure, s'apuntà el primer joc (5 per 10); en passar al traure, Ian aconseguí la mateixa proesa (10 per 10) malgrat l'igualtat de forces; el joc següent, net, se l'emportà Marrahí del traure (10 per 15) i, al joc següent, trencà el dau i augmentà l'avantatge (10 per 20) i la pressió per al roig, que només pogué igualar a dos en l'ultim joc, que donà la victòria i el passe a la final a Marrahí.
La segona es disputà dissabte 20 a la Llosa, amb Moltó com a favorit i Seve al traure, encara que Moltó aconseguí fer-li joc net del rest estant; Seve només aconseguí fer un joc amb un 20 per 5 en contra, celebrat per la trinquetada amb ganes de més oposició, encara que al remat la partidà acabà 25 per 10 i el passe a la final per a Moltó.

### Final
La partida es presentà dilluns 22 a la seu de Bankia, amb la presència del director territorial Jaume Casas, el director d'esport Josep Miquel Moya, el vicepresident de la Fundació, Pepe Cataluña, i el president de la Federació, José Daniel Sanjuan: els premis en metàl·lic per als guanyadors se situaren en cinc mil euros per al campió, dos mil per al subcampió i cinc-cents per als altres dos semifinalistes;
també es presentaren els nous trofeus que rebrien els campions i subcampions individuals, obra de l'artiste Marià de Sueca, anomenats Pilota i Galló, respectivament.
En les entrevistes prèvies a la final, Marrahí es mostrà convençut que tenia possibilitats de guanyar, encara que en l'edició anterior perdé contra Moltó en semifinals: després de guanyar l'individual de 2014 front a Guadi, estigué lesionat més d'un any i li intervingueren el muscle; després de fer una bona temporada durant tot 2018 i d'eliminar el campió vigent, Marra afirmà que el resultat es decidiria per detalls.
Moltó, que també es trobava recuperat després de perdre l'anterior edició, havia anunciat a començament de l'any la intenció de retirar-se si no aconseguia resultats, però després de buscar ajuda professional aconseguí aplegar a les finals de la Lliga i de la Copa, encara que perdé les dos; l'amistat amb Marrahí, al qual coneix des que jugaven com a juvenils, també fon decisiva per a eixir del dubte, però Moltó estava decidit a respectar el descans i a encarar la final amb optimisme, malgrat la igualtat de forces.
En una enquesta digital del portal PilotaViu sobre el resultat de la final, el 51% de participants feien guanyador a Marrahí.
Les postures i la reballada afavoriren Moltó, que començà al dau:
el barxetà feia tots els jocs nets i Marrahí els igualava un a un amb un poc més dificultat fins a 20 per 20, l'únic moment de la partida que el castelloner feu un quinze del dau, però ja no pogué tornar el traure de Moltó, que sentencià la partida a les 12.45; el director d'esports, Josep Miquel Moya, entregà el trofeu al campió.
|  | Vuitens de final                      | Vuitens de final                |                                    |    | Quarts de final | Quarts de final |  |  | Semifinals | Semifinals |  |  | Final | Final |
|  |                                       |                                 |                                    |    |                 |                 |  |  |            |            |  |  |       |       |
|  | Xeraco, dilluns 24 de setembre        |                                 |                                    |    |                 |                 |  |  |            |            |  |  |       |       |
|  |                                       |                                 |                                    |    |                 |                 |  |  |            |            |  |  |       |       |
|  | Ian                                   | 25                              |                                    |    |                 |                 |  |  |            |            |  |  |       |       |
|  | Ian                                   | 25                              | Piles, divendres 12 d'octubre      |    |                 |                 |  |  |            |            |  |  |       |       |
|  | Canari                                | 15                              |                                    |    |                 |                 |  |  |            |            |  |  |       |       |
|  | Canari                                | 15                              | Ian                                | 25 |                 |                 |  |  |            |            |  |  |       |       |
|  |                                       |                                 | Ian                                | 25 |                 |                 |  |  |            |            |  |  |       |       |
|  |                                       | Guadi                           | 10                                 |    |                 |                 |  |  |            |            |  |  |       |       |
|  | Guadi                                 | Guadi                           | 10                                 | 15 |                 |                 |  |  |            |            |  |  |       |       |
|  | Guadi                                 |                                 | El Genovés, divendres 19 d'octubre | 15 |                 |                 |  |  |            |            |  |  |       |       |
|  | Brisca (abandó per lesió)             | 10                              |                                    |    |                 |                 |  |  |            |            |  |  |       |       |
|  | Brisca (abandó per lesió)             | 10                              | Ian                                | 10 |                 |                 |  |  |            |            |  |  |       |       |
|  | Guadassuar, dimecres 26 setembre      |                                 | Ian                                | 10 |                 |                 |  |  |            |            |  |  |       |       |
|  |                                       | Marrahí                         | 25                                 |    |                 |                 |  |  |            |            |  |  |       |       |
|  | Marrahí                               | Marrahí                         | 25                                 | 25 |                 |                 |  |  |            |            |  |  |       |       |
|  | Marrahí                               | Oliva, dimarts 9 d'octubre      |                                    | 25 |                 |                 |  |  |            |            |  |  |       |       |
|  | Ivan                                  | 5                               |                                    |    |                 |                 |  |  |            |            |  |  |       |       |
|  | Ivan                                  | 5                               | Marrahí                            | 25 |                 |                 |  |  |            |            |  |  |       |       |
|  | La Llosa, dissabte 29 de setembre     |                                 | Marrahí                            | 25 |                 |                 |  |  |            |            |  |  |       |       |
|  |                                       | Punxa                           | 10                                 |    |                 |                 |  |  |            |            |  |  |       |       |
|  | Miravalles                            | Punxa                           | 10                                 | 5  |                 |                 |  |  |            |            |  |  |       |       |
|  | Miravalles                            |                                 | Bellreguard, 28 d'octubre          | 5  |                 |                 |  |  |            |            |  |  |       |       |
|  | Punxa                                 | 25                              |                                    |    |                 |                 |  |  |            |            |  |  |       |       |
|  | Punxa                                 | 25                              | Moltó                              | 25 |                 |                 |  |  |            |            |  |  |       |       |
|  | Oliva, dimarts 25 de setembre         |                                 | Moltó                              | 25 |                 |                 |  |  |            |            |  |  |       |       |
|  |                                       | Marrahí                         | 20                                 |    |                 |                 |  |  |            |            |  |  |       |       |
|  | Moltó                                 | Marrahí                         | 20                                 | 25 |                 |                 |  |  |            |            |  |  |       |       |
|  | Moltó                                 | Guadassuar, dimecres 10 octubre |                                    | 25 |                 |                 |  |  |            |            |  |  |       |       |
|  | Ricard                                | 5                               |                                    |    |                 |                 |  |  |            |            |  |  |       |       |
|  | Ricard                                | 5                               | Moltó                              | 25 |                 |                 |  |  |            |            |  |  |       |       |
|  | Castelló de Rugat, dimecres 3 octubre |                                 | Moltó                              | 25 |                 |                 |  |  |            |            |  |  |       |       |
|  |                                       | Pablo                           | 10                                 |    |                 |                 |  |  |            |            |  |  |       |       |
|  | Pablo                                 | Pablo                           | 10                                 | 25 |                 |                 |  |  |            |            |  |  |       |       |
|  | Pablo                                 |                                 | La Llosa, dissabte 20 d'octubre    | 25 |                 |                 |  |  |            |            |  |  |       |       |
|  | Mario                                 | 15                              |                                    |    |                 |                 |  |  |            |            |  |  |       |       |
|  | Mario                                 | 15                              | Moltó                              | 25 |                 |                 |  |  |            |            |  |  |       |       |
|  | Piles, divendres 28 setembre          |                                 | Moltó                              | 25 |                 |                 |  |  |            |            |  |  |       |       |
|  |                                       | Seve                            | 10                                 |    |                 |                 |  |  |            |            |  |  |       |       |
|  | Seve                                  | Seve                            | 10                                 | 25 |                 |                 |  |  |            |            |  |  |       |       |
|  | Seve                                  | Xeraco, dilluns 8 d'octubre     |                                    | 25 |                 |                 |  |  |            |            |  |  |       |       |
|  | Vercher                               | 20                              |                                    |    |                 |                 |  |  |            |            |  |  |       |       |
|  | Vercher                               | 20                              | Moncho                             | 15 |                 |                 |  |  |            |            |  |  |       |       |
|  | El Genovés, divendres 5 d'octubre     |                                 | Moncho                             | 15 |                 |                 |  |  |            |            |  |  |       |       |
|  |                                       | Seve                            | 25                                 |    |                 |                 |  |  |            |            |  |  |       |       |
|  | Sergio (abandó per lesió)             | Seve                            | 25                                 |    |                 |                 |  |  |            |            |  |  |       |       |
|  |                                       |                                 |                                    |    |                 |                 |  |  |            |            |  |  |       |       |
|  | Moncho                                |                                 |                                    |    |                 |                 |  |  |            |            |  |  |       |       |
|  |                                       |                                 |                                    |    |                 |                 |  |  |            |            |  |  |       |       |